# 克莱德 (法国)
克莱德（法語：Clèdes，法語發音：[klɛd]）是法国朗德省的一个市镇，属于蒙德马桑区。

## 地理
克莱德（43°37'9"N, 0°22'42"W）面积6.84 平方千米，位于法国新阿基坦大区朗德省，该省份为法国西南部沿海省份，是法國本土面积第二大的省，北起吉倫特省，西临大西洋，南至大西洋比利牛斯省，东临热尔省，东北与洛特-加龍省接壤。
与克莱德接壤的市镇（或旧市镇、城区）包括：若讷、莫里、米拉蒙-桑萨克、佩罗卡佐泰特、潘博、皮约勒卡扎莱。

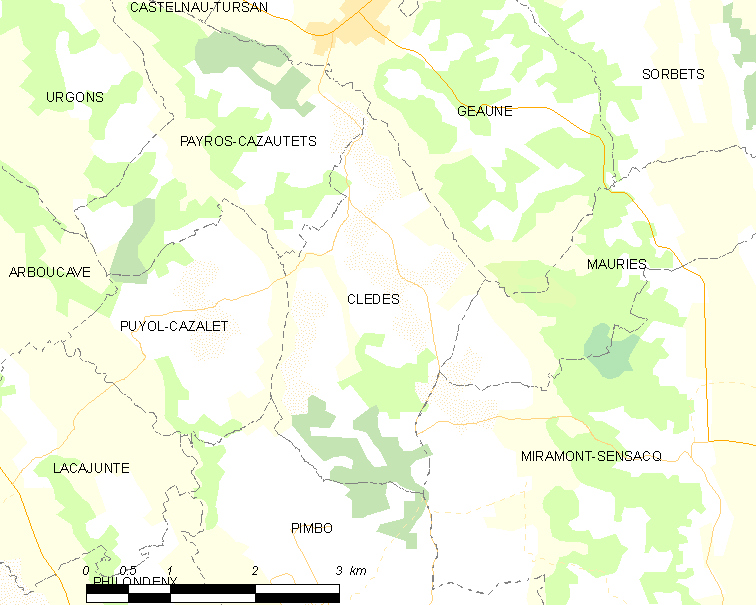
的OSM定位图

克莱德的时区为UTC+01:00、UTC+02:00（夏令时）。

## 行政
克莱德的邮政编码为40320，INSEE市镇编码为40083。

## 政治
克莱德所属的省级选区为沙洛斯-蒂尔桑县。

## 人口

1962-2008年间人口变化图示

克莱德于2022年1月1日时的人口数量为118人。